# Shark Frenzy
Shark Frenzy es el cuarto disco de Richie Sambora grabado junto con Shark Frenzy.

## Lista de canciones
1. Come Saturday Night
2. Live Fast Love Hard Die Young
3. Law Of The Jungle
4. Nobody
5. One With Angel Eyes
6. Power
7. I'll Play The Fool
8. Laura's Birthday
9. Southern Belle

- Datos: Q6126892